# Centrale hydroélectrique de Covalou
La centrale hydroélectrique de Covalou (en italien : centrale idroelettrica di Covalou) est une centrale hydroélectrique appartenant à la Compagnie valdôtaine des eaux (CVE) et située dans la commune d'Antey-Saint-André, en Italie.

## Histoire
La centrale fut construite en 1926. Le projet du bâtiment fut conçu par l'architecte milanais Giovanni Muzio.

## Galerie d'images

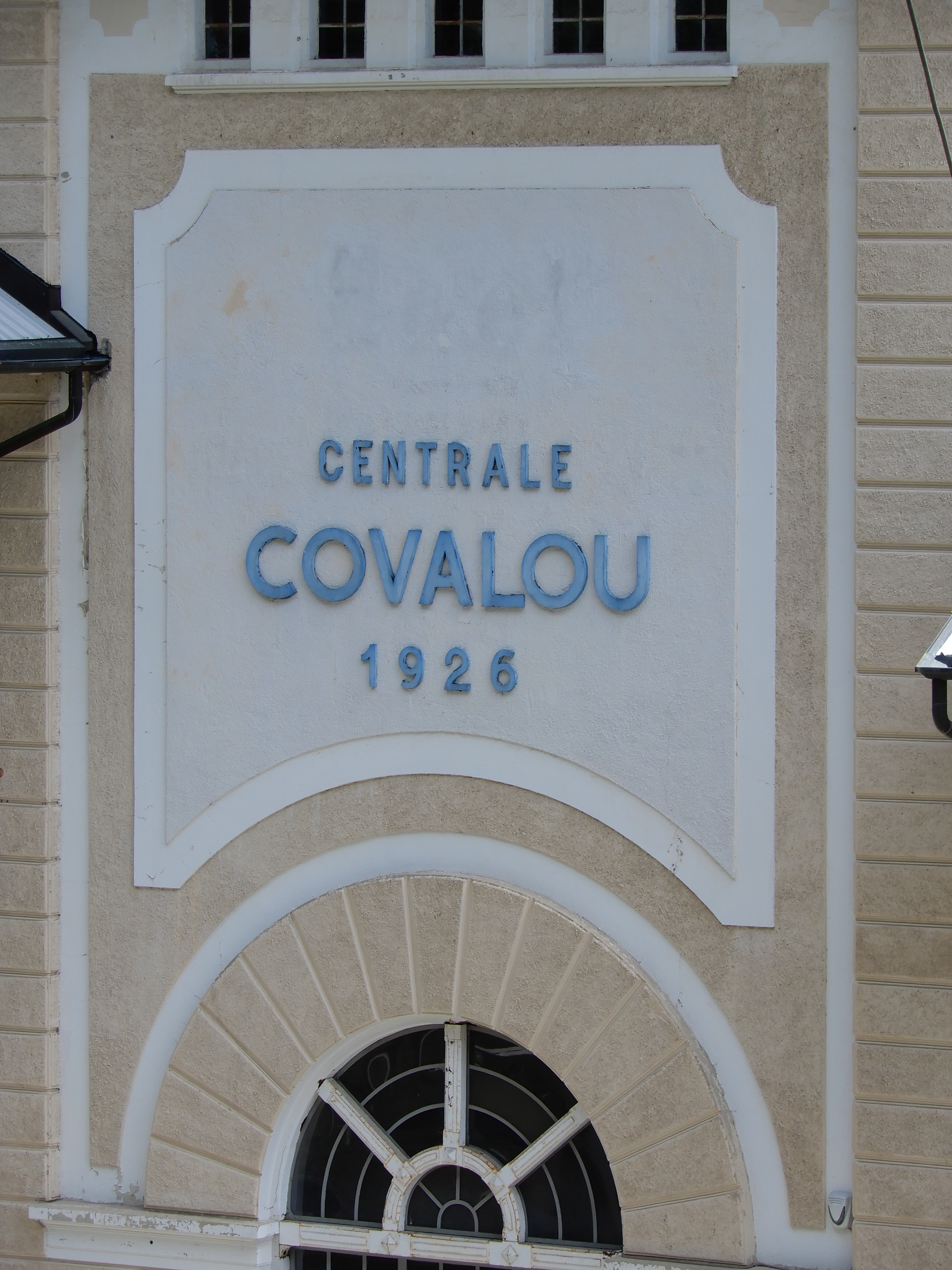